# Melhor da Tarde (2018)
Melhor da Tarde é um programa de variedades brasileiro exibido pela Band. Originalmente apresentado por Catia Fonseca de 2018 a 2025, o programa passou a ser comandado por Pâmela Lucciola, JP Vergueiro e  Léo Dias a partir de agosto de 2025, mantendo o formato de revista eletrônica com entretenimento, entrevistas, humor e conteúdo sobre celebridades.

## História

### Antecedentes
Na década de 2010, a Band teve poucas novidades na faixa vespertina. Uma delas foi a estreia do programa Muito+, com apresentação de Adriane Galisteu, em 2012. O programa foi encerrado no mesmo ano devido aos baixos índices de audiência. No lugar da atração, uma sessão de desenhos de O Marinheiro Popeye foi colocada no ar e, com o passar do tempo, foram ao ar o policialesco Tá na Tela, o game show Sabe ou Não Sabe e a série animada Os Simpsons, até ter seu horário vendido a uma produtora de programas de caça-níquel.
Nos anos seguintes, como resultado de uma reestruturação do Grupo Bandeirantes, a emissora passou por uma reformulação financeira. No final de 2017, a equipe do Pânico na Band – na época, sua maior audiência nacional – foi dispensada para compensar os gastos da atração com o custo para transmitir a Copa do Mundo FIFA de 2018. No início do ano seguinte, a rede decidiu enxugar sua folha de pagamento e demitiu cerca de 300 profissionais do departamento de jornalismo. Todas as mudanças foram feitas com o intuito de minimizar prejuízos e aumentar a rentabilidade financeira da emissora.
Tendo isso em mente, a Band contratou a apresentadora Catia Fonseca, até então integrante do casting da TV Gazeta. Fonseca, que apresentava o programa Mulheres na emissora, é conhecida como "rainha do merchandising", já que apresentava cerca de 20 intervenções publicitárias de inúmeras marcas durante a atração vespertina, todos os dias. Para sua contratação, Fonseca exigiu que o programa que apresentaria na Band fosse dirigido por seu marido, Rodrigo Riccó, ex-diretor do Mulheres.
O título da atração – que resgata o nome do programa homônimo exibido pela Band entre 2001 e 2005 – foi anunciado em fevereiro de 2018, e acompanha o nome de sua apresentadora.
Em janeiro de 2020, o programa ganha novo colaborador: Rafael Pessina (ex-TV Fama), em substituição a Aaron Tura.Em março de 2020, a repórter Cintia Lima, egressa do A Tarde É Sua, passa a ser a repórter geral do programa. Em 16 de fevereiro de 2022, Cintia Lima deixou o programa e a emissora.

### Produção

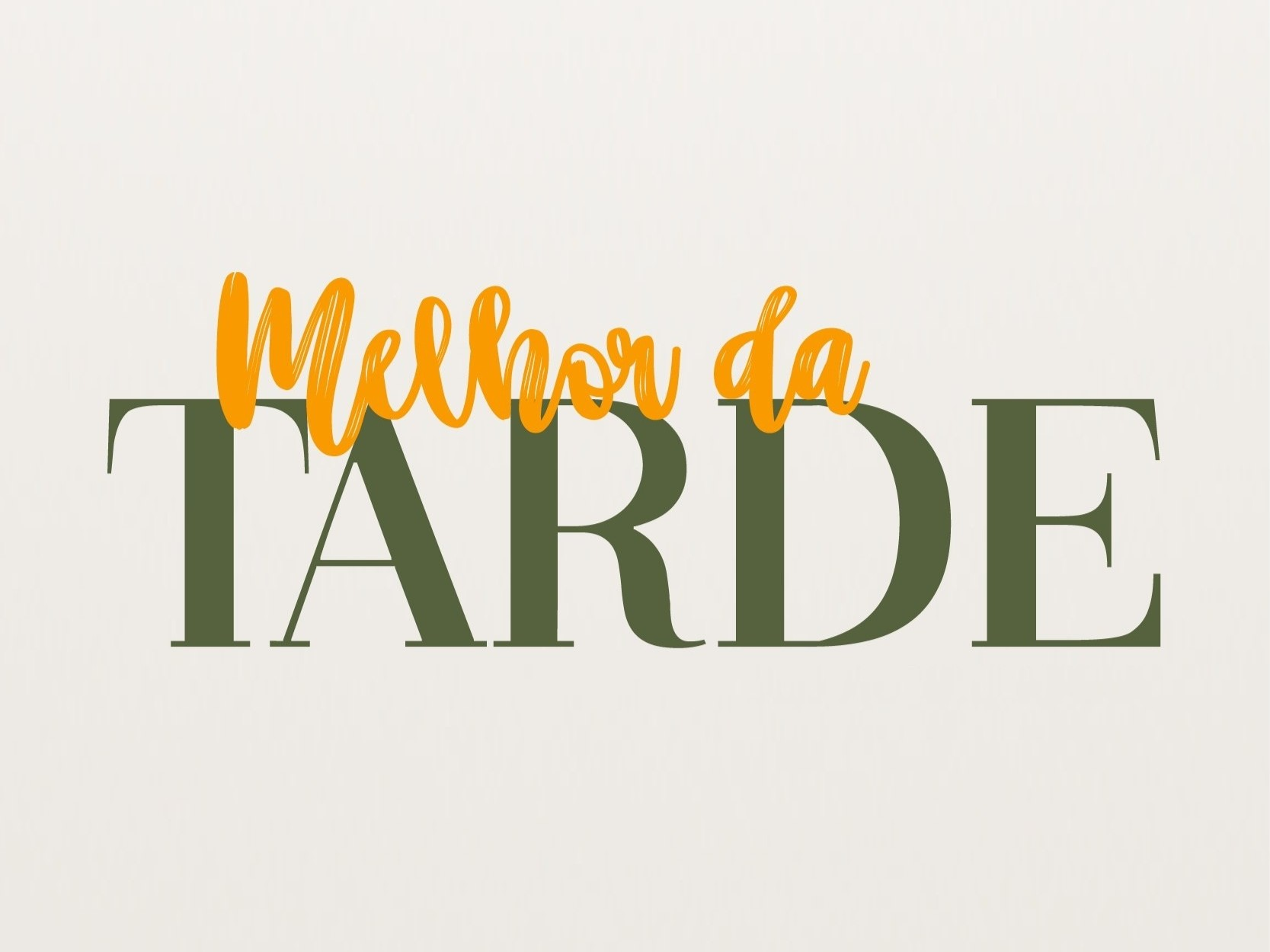
Logotipo do Melhor da Tarde entre 2024 e 2025

A primeira chamada, anunciando a estreia do programa, começou a ser divulgada pelas redes sociais de Catia Fonseca no dia 10 de fevereiro. A emissora também realocou Evandro Santo, do Pânico, para nova a atração, e contratou Aaron Tura (editor-chefe do site TV Foco), André Mantovani e Alex Sampaio. A estreia do Melhor da Tarde aconteceu no dia 1º de março de 2018, e o programa tem duas horas de duração, sendo a primeira sendo exibida apenas em São Paulo e a última em rede nacional. Como o Melhor da Tarde completou 1 ano em 1º de março de 2019, o programa estreia novo cenário e nova abertura em 11 de março de 2019.
No dia 05 de agosto de 2019, por causa de alterações na grade da Band para estreia do boletim de jornalismo #Informei, o programa perde 15 minutos do tempo original de arte e agora passa a começar as 14:15.
Duas semanas depois, porém, o informativo passa a ter apenas 5 minutos de duração, e o programa de Catia passa a iniciar-se às 14h05. Logo após, o informativo deixa a grade e o programa de Catia volta a ter 120 minutos de duração. Em 2022, devido a estreia do Boa Tarde Praça, o programa passa a começar ás 14:30, passando a ter 90 minutos de duração.

### Demissão de Catia Fonseca
Em dezembro de 2024, a Band decide demitir Rodrigo Riccó, então diretor do programa e marido de Catia Fonseca por contenção de gastos. A medida desagradou a apresentadora, que chegou a se ausentar de alguns programas e pedir férias, iniciando alguns boatos de saída da emissora. Por fim, em janeiro de 2025, Catia decide manter o contrato com a Band, válido até 2028, e permanecer no programa, assim como Mario Meirelles foi oficializado como o novo diretor do vespertino.
No entanto, em 11 de junho de 2025, Catia Fonseca decide rescindir o contrato com a Band e deixar o programa após desgastes na relação com a emissora desde a saída de Rodrigo Riccó, encerrando uma passagem de oito anos no canal. O anúncio foi feito através de veículos da imprensa enquanto o programa estava no ar. Com a saída de Catia, a emissora deixou o futuro do programa em aberto, apesar de confirmar seu fim e a substituição por um jornalístico. Por fim, a Band decidiu manter o programa por um tempo devido a compromissos comerciais, efetivando Pâmela Lucciola como a nova apresentadora no dia seguinte (12).

### Nova fase
Após a oficialização de Pâmela Lucciola como apresentadora e o cancelamento da decisão de encerrar o programa, a emissora optou por dar continuidade à atração, adotando um novo formato e buscando reforços para o elenco principal. Entre os nomes considerados estavam profissionais de emissoras concorrentes, como a apresentadora do Fofocalizando, Gaby Cabrini, e o jornalista Felipeh Campos, do Alô Você. No entanto, apenas  Campos firmou contrato com a emissora.
Afastada da televisão desde 2010, Márcia Goldschmidt foi convidada para integrar o programa como comentarista e correspondente internacional, contribuindo com suas opiniões diretamente da Europa. Outros nomes cogitados para compor o novo formato incluíam a astróloga Márcia Sensitiva, responsável por previsões e análises esotéricas; a chef Carole Crema, que assumiria um quadro de culinária; e a cantora Jojo Todynho como comentarista. Nenhuma das três chegou a um acordo com a produção.
Em julho, após mudanças internas na equipe de direção geral do SBT, o jornalista Leo Dias optou por deixar a emissora e aceitou o convite da Band para integrar o elenco fixo do vespertino comandado por Lucciola. Com sua chegada, Felipeh Campos foi realocado para o Bora Brasil, programa matinal da casa, em uma movimentação estratégica para equilibrar os principais nomes do mesmo gênero entre as diferentes faixas da programação. No dia 14 de agosto, as ex-BBBs Fernanda Bande e Ana Paula Renault foram confirmadas como novas integrantes. Fernanda, que havia deixado a Globo um ano após participar do BBB 24, já possuía experiência na apresentação do talk show Na Cama com Pitanda no Multishow e do programa culinário Que Seja Doce no GNT. Já Ana Paula havia integrado o Fofocalizando em 2020 e de forma fixa em 2021. Na parte masculina do elenco, o jornalista JP Vergueiro, que apresentava o Brasil Urgente Rio e atuava como plantonista na versão nacional do mesmo programa, passou a compor o time fixo. A estreia da nova fase aconteceu em 18 de agosto. Entretanto, Ana Paula Renault participou apenas da estreia do programa, exibida na segunda-feira, e esteve ausente já no segundo dia da nova fase. Posteriormente, ela esclareceu que não havia firmado contrato com a Band nem recebido cachê pela participação, o que motivou sua decisão de deixar a atração. Segundo a própria jornalista, sua presença na estreia foi uma gentileza ao convite feito por Leo Dias, mas reforçou que “não faz sentido ficar participando como convidada especial sem ganhar por isso”, acrescentando que “não é influencer, é jornalista” e “precisa receber pelo seu trabalho”.

## Controvérsias

### Demissão de Aaron Tura
Em 12 de dezembro de 2019 uma fake news sobre Gugu Liberato foi publicado no site OTVFoco, do qual o colunista Aaron Tura é dono, gerando a revolta da assessora de imprensa da família Esther Rocha, que foi a público expor. O título da matéria dizia "Roberto Cabrini faz descoberta avassaladora na morte de Gugu e é ameaçado pela família: 'A verdade vai aparecer'", quando na verdade a matéria falava apenas sobre Cabrini ter feito uma reportagem no local da morte do apresentador.
Com a repercussão, outras celebridades denunciaram o jornalista por fake news, como Isis Valverde, que publicou uma foto amamentando com o título "Hoje tem amor de mãe" e foi noticiada de forma sexualizada pelo jornalista como "Ísis Valverde mostra os peitos em foto íntima e faz grande anúncio 'hoje tem'". Marília Mendonça também revelou que, quando estava gripada, o título publicado foi "Marília Mendonça anuncia grave doença, deixa fãs desesperados e estado de saúde é preocupante". Whindersson Nunes, Luísa Sonza e Maisa Silva, que foi acusada pelo jornalista de estar grávida diversas vezes enquanto era menor, também publicaram prints de fake news publicadas pelo jornalista. Ao saber das denúncias, a direção da Band demitiu Aaron Tura.